# 丸甲總科
丸甲總科（Byrrhoidea）下轄數個鞘翅目科級分類元，大多數的成員都是水生或半水生，其他習性類似的甲蟲還有牙蟲總科（Hydrophiloidea），其包含了大部分多食亞目下丸甲總科外的水生甲蟲，水甲總科與丸甲總科早期屬於同一個總科：泥蟲總科（Dryopoidea），泥甲總科現已廢除。本總科大部分的成員體型微小（小於1公分），且大部分為深棕色或黑色。

## 科
丸甲總科包含以下幾科：
- 丸甲科（Byrrhidae）
- 細櫛角蟲科（Callirhipidae）
- 縮頭花蚤科（Chelonariidae）
- Cneoglossidae（英语：Cneoglossidae）
- 泥蟲科（Dryopidae）
- 長角泥蟲科（Elmidae）
- 擎爪泥甲科（Eulichadidae）
- 四節泥蟲科（Heteroceridae）
- 微泥蟲科（Limnichidae）
- 水獺泥甲科（Lutrochidae）
- 扁泥蟲科（Psephenidae）
- 長花蚤科（Ptilodactylidae）

## 延伸閱讀
- Mexico (genus)